# SOS Records
SOS Records ist ein US-amerikanisches Punkrock-Label, das seit der Jahrtausendwende Tonträger veröffentlicht. Es hat seinen Sitz in Corona, einer Stadt im Riverside County im Bundesstaat Kalifornien.

## Veröffentlichungen (Auswahl)
- The Adicts – Rollercoaster (2004)
- Bad Manners – Stupidity (2001)
- Blitz – Hits – Voice of a Generation (2005)
- Broken Bones – Dem Bones / Decapitated (1998)
- Conflict – It's Time to See Who's Who (2006)
- The Exploited – Horror Epics (2004)
- GBH – Punk Junkies (2007)
- The Last Resort – Resurrected (2006)
- The Lurkers – 26 Years (2006)
- Sham 69 – Hollywood Hero (2007)
- Suicide Silence – Suicide Silence (2006)
- Total Chaos – Punk Invasion (2001)
- Toy Dolls – Treasured Tracks (2006)
- TV Smith – Misinformation Overload (2007)
- The Varukers – 1980-2005 : Collection of 25 Years (2005)
- The Vibrators – Buzzin’ (1999)
- Vice Squad – Defiant (2007)
- Zombie Ghost Train – Dealing the Death Card (2007)